# Adam Królikiewicz

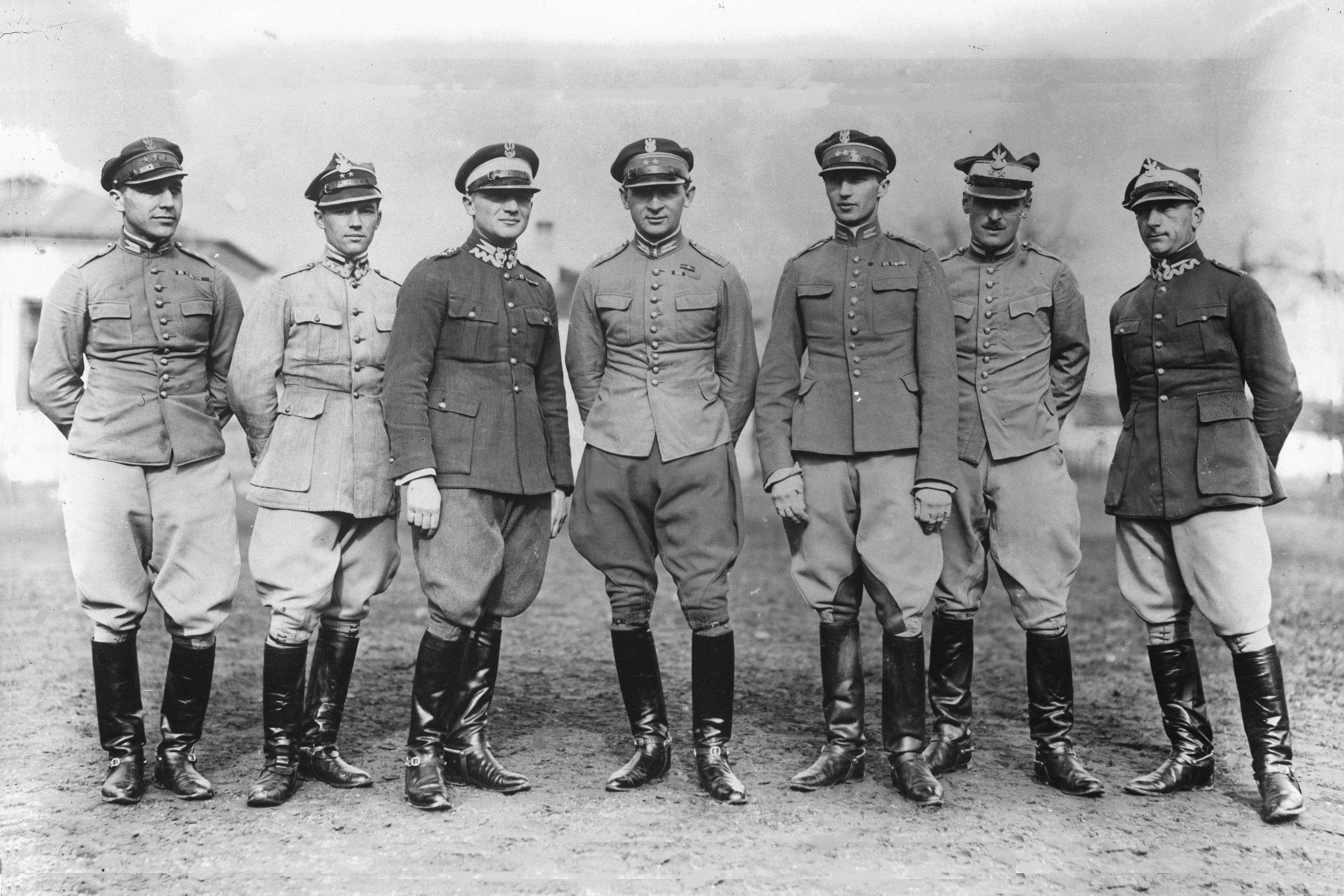
Adam Królikiewicz (pierwszy z lewej) w towarzystwie pozostałych członków polskiej kadry jeździeckiej

Adam Łukasz Królikiewicz (ur. 9 grudnia 1894 we Lwowie, zm. 4 maja 1966 w Konstancinie) – major kawalerii Wojska Polskiego, żołnierz Legionów Polskich, kawaler Orderu Virtuti Militari, uczestnik trzech wojen, pierwszy polski medalista olimpijski w konkurencji indywidualnej jako zdobywca brązowego medalu w skokach przez przeszkody na Letnich Igrzyskach Olimpijskich 1924 w Paryżu.

## Życiorys
Pochodził ze starej rodziny mieszczańskiej wywodzącej się z Wojnicza k. Tarnowa. Był synem Karola (1855–1907) i Julii z Bronarskich (1863–1911). Jego braćmi byli: Marian (1880–1939), Kazimierz (1884–1976), architekt, Tadeusz (1887–1970), Mieczysław (1889–1986), Stanisław (1891–1978), oficer dyplomowany artylerii, Wacław (1900–1983), inżynier, oficer, oraz Oktawian (1903–1941), zabity przez Niemców.
Od 3 sierpnia 1914 służył w Legionach, od grudnia w I Brygadzie. Walczył pod Kunicami za co otrzymał Krzyż Srebrny Orderu Virtuti Militari. Od 5 lutego do 31 marca 1917 roku był słuchaczem kawaleryjskiego kursu oficerskiego przy 1 pułku ułanów w Ostrołęce. Kurs ukończył z wynikiem dostatecznym. Posiadał wówczas stopień kaprala.
Od 1918 był w Wojsku Polskim, gdzie doszedł do stopnia majora. Brał udział w wojnie polsko-bolszewickiej. W roku 1932 pełnił służbę w 1 pułku szwoleżerów Józefa Piłsudskiego, a w latach 1935–1939 był szefem nauki jazdy (ekwitacji) w Centrum Wyszkolenia Kawalerii w Grudziądzu. W marcu 1939 obowiązki głównego instruktora jazdy konnej łączył z funkcją komendanta Szkoły Jazdy.
Był wybitnym jeźdźcem. Jego największym osiągnięciem sportowym było zdobycie brązowego medalu podczas igrzysk olimpijskich w Paryżu 1924 w skokach przez przeszkody, który był pierwszym polskim medalem olimpijskim w konkurencji indywidualnej. Startował wówczas na koniu Picador.
Był wśród laureatów pierwszej edycji Plebiscytu Przeglądu Sportowego w 1926. Zajął wówczas 7. miejsce.
Jego koniem był Jaś, którym opiekował się i po padnięciu wypreparował płk lekarz weterynarii Józef Kulczycki.
W 1939 walczył w kampanii wrześniowej. Po wojnie pracował jako trener i instruktor jeździecki. Opublikował m.in. wspomnienia Jasiek, Picador i ja (Kraków 1958). Adam Królikiewicz był też jednym z twórców polskiej odmiany naturalnej szkoły jazdy Federico Caprillego.
Brał udział w produkcjach filmowych. Był konsultantem ds. jeździectwa w filmie Podhale w ogniu z 1955, jako aktor wystąpił w filmie Rancho Texas z 1958.
Zmarł wskutek obrażeń odniesionych po upadku z konia na planie filmu Andrzeja Wajdy pt. Popioły, co wspomniał Daniel Olbrychski w swojej autobiografii Anioły wokół głowy. Został pochowany w grobowcu rodzinnym na Cmentarzu Salwatorskim w Krakowie (sektor SC11-A-4). Za jego trumną, zgodnie z jeździeckim zwyczajem, prowadzono osiodłanego konia.

## Życie prywatne

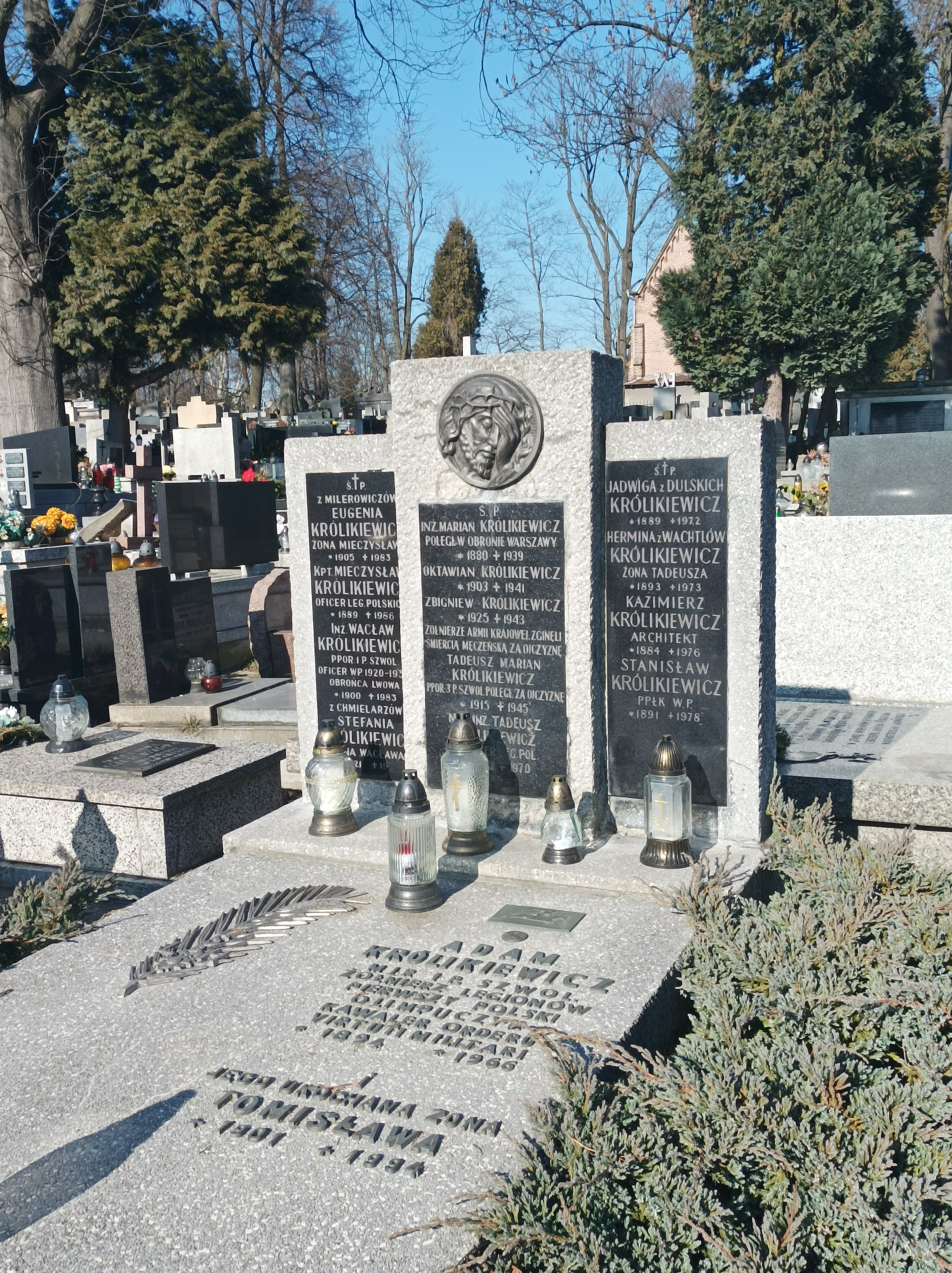
Grób Adama i Stanisława Królikiewiczów na cmentarzu Salwatorskim

Był żonaty z Tomisławą (1901–1994). Miał córkę Krystynę (1921–2017), a jego wnukiem jest Cezary Harasimowicz. 

## Awanse
- podporucznik – 1919
- porucznik – 1920
- rotmistrz – 1 grudnia 1924 r. ze starszeństwem z 15 sierpnia 1924 r. i 61 lokatą w korpusie oficerów kawalerii
- major – 12 marca 1933 r. ze starszeństwem z 1 stycznia 1933 r. i 9 lokatą w korpusie oficerów kawalerii

## Ordery i odznaczenia
- Krzyż Srebrny Orderu Virtuti Militari[10] nr 5429 (17 maja 1922)[11][12]
- Krzyż Niepodległości (12 maja 1931)[10][13]
- Złoty Krzyż Zasługi (1938)[14]
- Srebrny Krzyż Zasługi (dwukrotnie: 2 marca 1925[15], 17 stycznia 1928[16][17])
- Medal Pamiątkowy za Wojnę 1918–1921[10]
- Medal Dziesięciolecia Odzyskanej Niepodległości[10]
- Odznaka „Za wierną służbę”[18]
- Odznaka 1. Pułku Szwoleżerów Józefa Piłsudskiego[19]
- Krzyż Kawalerski I Klasy Orderu Miecza (Szwecja, 1937)[20]
- Krzyż Kawalerski Orderu Legii Honorowej (Francja)[21][10]
- Krzyż Kawalerski Orderu Gwiazdy Rumunii (Rumunia)[10]
- Krzyż Kawalerski Orderu Korony Włoch (Włochy)[10]

## Filmografia
- Rancho Texas (1958)